# 髑髏柳
髑髏柳（どくろやなぎ）は 8代目林家正蔵が演じた正岡容作の新作落語。
元々は8代目桂文楽のために書き下ろされたが、8代目桂文楽が高座にかけることはなく、晩年に、これはあなたに合う話だからと8代目林家正蔵に教えた。

## あらすじ
川村と鳥山はともに旗本出身で、慶応4年5月15日の戊辰戦争の戦闘の1つ上野戦争でともに戦い、それきり別れ離れになっていた。時は過ぎ、明治7年、東京で二人は偶然再会する。ゆっくり話をしようと、翌日に雁鍋という料理屋で待ち合わせの約束をする。
翌日、料理屋へ向かう途中、川村が根岸の藤寺（円光寺）の墓地を通りかかると、髑髏に声をかけられる。目を貫いて柳の芽が生えて痛いので抜いてくれと頼まれるので、川村が柳を抜き念仏を唱えてやると、髑髏は嬉しそうに笑うのだった。
川村が料理屋に着いて、遅れたことを詫びてその話をしたが、鳥山は信じない。ならばもう一度墓地へ行って念仏を唱えてみせよう、それで髑髏が笑わなかったら腹を切る、と川村が言えば、では笑ったら自分が腹を切ると鳥山も言う。
二人で墓地を訪れ川村が念仏を唱えたが髑髏は笑わないので、川村は腹を切る。そうすると、髑髏が笑い始めたため、鳥山も腹を切る。息絶えた二人の死体を前に、髑髏は楽しそうに笑い続けるのだった。
実はこの髑髏は、以前に川村と鳥山が新宿の遊廓で理不尽にも切り殺した四谷の玉子屋の主人のものであった。
サゲ、「玉子屋だけに、黄身（気味）の悪い話でございます」。